# ヴァルテル・ビルサ
ヴァルテル・ビルサ（Valter Birsa、1986年8月7日 - ）は、スロベニア（旧ユーゴスラビア）・シェンペテル・プリ・ゴリツィ出身の元サッカー選手。ポジションはフォワード、ミッドフィールダー。

## 経歴
2004年にNKプリモリェからNDゴリツァに移籍するとクラブの2連覇に貢献した。2006年にはフランスのFCソショーに移籍。主力として活躍した。2009年1月22日にAJオセールへの半年間のレンタル移籍が決定し、夏に完全移籍した。オセールでも主力として活躍。
2010 FIFAワールドカップのスロベニア代表メンバーに選出され、グループリーグ第2戦アメリカ戦（2-2）では先制ゴールを挙げた。同代表はグループリーグで敗退したものの、チーム最多の11本のシュートを放ち存在感を示した。
2011年7月5日、イタリアのジェノアCFCに移籍金なしで加入。しかし同クラブでは背番号10を与えられたものの2011-12シーズンは出場機会に恵まれず、2012年8月31日にシーズンローンでトリノFCへの移籍が決まった。
2013年8月31日、ルカ・アントニーニとのトレードでACミランに移籍決定。
2021年8月29日、自身のInstagramアカウントで現役引退を表明。

## 人物
ビルサは、彼と同じスロベニア代表であり同じシェンペテル・プリ・ゴリツィ出身でもあるティム・マタヴジュとその従兄弟エティエン・ヴェリコニャと幼少時代に友達であった。

## 代表歴

### 出場大会
- スロベニア代表
  - 代表初出場 - キプロス戦 2006年2月26日
  - 代表初得点 - ポーランド戦 2009年9月9日
  - 2010 FIFAワールドカップ

### 試合数
- 国際Aマッチ 90試合 7得点（2006年-2018年）[4]

| スロベニア代表 | 国際Aマッチ | 国際Aマッチ |
| 年             | 出場        | 得点        |
| -------------- | ----------- | ----------- |
| 2006           | 7           | 0           |
| 2007           | 10          | 0           |
| 2008           | 7           | 0           |
| 2009           | 8           | 2           |
| 2010           | 11          | 1           |
| 2011           | 9           | 0           |
| 2012           | 5           | 0           |
| 2013           | 8           | 2           |
| 2014           | 5           | 0           |
| 2015           | 8           | 1           |
| 2016           | 6           | 0           |
| 2017           | 4           | 1           |
| 2018           | 2           | 0           |
| 通算           | 90          | 7           |

## タイトル

### クラブ
NDゴリツァ
- プルバ・リーガ : 2004-05, 2005-06

FCソショー
- フランス・カップ : 2006-07